# Mus booduga
Mus booduga es una especie de roedor de la familia Muridae.

## Distribución geográfica
Se encuentra en la India, Birmania, Nepal, y  Sri Lanka.